# Interlands Spaans voetbalelftal 1980-1989
Deze pagina toont een chronologisch en gedetailleerd overzicht van de interlands die het Spaan voetbalelftal heeft gespeeld in de periode 1980 – 1989.

## Interlands

### 1980
|                                                                         |                 |       |           |                                                                                |
| 23 januari Vriendschappelijk № 240 «onderlinge duels» 20:30 uur (UTC+1) | Spanje          | 1 – 0 | Nederland | Estadio Balaídos, Vigo Toeschouwers: 19.000 Scheidsrechter: Marcel Bacou (FRA) |
| 23 januari Vriendschappelijk № 240 «onderlinge duels» 20:30 uur (UTC+1) | Dani 82' (pen.) |       |           | Estadio Balaídos, Vigo Toeschouwers: 19.000 Scheidsrechter: Marcel Bacou (FRA) |

|                                                                      |        |                     |     |                                                                                    |
| 13 februari Vriendschappelijk № 241 «onderlinge duels» 20:30 (UTC+1) | Spanje | 0 – 1               | DDR | Estadio La Rosaleda, Málaga Toeschouwers: 30.000 Scheidsrechter: André Daina (SUI) |
| 13 februari Vriendschappelijk № 241 «onderlinge duels» 20:30 (UTC+1) |        | 57' Joachim Streich |     | Estadio La Rosaleda, Málaga Toeschouwers: 30.000 Scheidsrechter: André Daina (SUI) |

|                                                                       |        |                                      |          |                                                                                    |
| 26 maart Vriendschappelijk № 242 «onderlinge duels» 20:30 uur (UTC+1) | Spanje | 0 – 2                                | Engeland | Estadio Nou Camp, Barcelona Toeschouwers: 50.000 Scheidsrechter: Volker Roth (FRG) |
| 26 maart Vriendschappelijk № 242 «onderlinge duels» 20:30 uur (UTC+1) |        | 16' Tony Woodcock 65' Trevor Francis |          | Estadio Nou Camp, Barcelona Toeschouwers: 50.000 Scheidsrechter: Volker Roth (FRG) |

|                                                                       |                       |       |                                     |                                                                            |
| 16 april Vriendschappelijk № 243 «onderlinge duels» 20:30 uur (UTC+2) | Spanje                | 2 – 2 | Tsjecho-Slowakije                   | El Molinón, Gijón Toeschouwers: 25.000 Scheidsrechter: Heinz Fahnler (AUT) |
| 16 april Vriendschappelijk № 243 «onderlinge duels» 20:30 uur (UTC+2) | Migueli 48' Quini 68' |       | 33' Zdeněk Nehoda 53' Zdeněk Nehoda | El Molinón, Gijón Toeschouwers: 25.000 Scheidsrechter: Heinz Fahnler (AUT) |

|                                                                     |                                     |       |                                          |                                                                                       |
| 21 mei Vriendschappelijk № 244 «onderlinge duels» 19:30 uur (UTC+2) | Denemarken                          | 2 – 2 | Spanje                                   | Idrætsparken, Kopenhagen Toeschouwers: 23.998 Scheidsrechter: Walter Eschweiler (FRG) |
| 21 mei Vriendschappelijk № 244 «onderlinge duels» 19:30 uur (UTC+2) | Allan Simonsen 53' Lars Bastrup 61' |       | 9' Enrique Saura 71' José Ramón Alexanco | Idrætsparken, Kopenhagen Toeschouwers: 23.998 Scheidsrechter: Walter Eschweiler (FRG) |

| Europees kampioenschap voetbal 1980 |
| ----------------------------------- |

|                                                                    |        |       |        |                                                                            |
| 12 juni EK 1980 Groep B № 245 «onderlinge duels» 20:30 uur (UTC+2) | Spanje | 0 – 0 | Italië | San Siro, Milaan Toeschouwers: 46.816 Scheidsrechter: Károly Palotai (HUN) |
| 12 juni EK 1980 Groep B № 245 «onderlinge duels» 20:30 uur (UTC+2) |        |       |        | San Siro, Milaan Toeschouwers: 46.816 Scheidsrechter: Károly Palotai (HUN) |

|                                                                    |                                  |       |           |                                                                            |
| 15 juni EK 1980 Groep B № 246 «onderlinge duels» 17:45 uur (UTC+2) | België                           | 2 – 1 | Spanje    | San Siro, Milaan Toeschouwers: 11.430 Scheidsrechter: Charles Corver (NED) |
| 15 juni EK 1980 Groep B № 246 «onderlinge duels» 17:45 uur (UTC+2) | Eric Gerets 16' Julien Cools 65' |       | 36' Quini | San Siro, Milaan Toeschouwers: 11.430 Scheidsrechter: Charles Corver (NED) |

|                                                                    |                              |       |                                       |                                                                                    |
| 18 juni EK 1980 Groep B № 247 «onderlinge duels» 17:45 uur (UTC+2) | Spanje                       | 2 – 1 | Engeland                              | Stadio San Paolo, Napels Toeschouwers: 14.440 Scheidsrechter: Erich Linemayr (AUT) |
| 18 juni EK 1980 Groep B № 247 «onderlinge duels» 17:45 uur (UTC+2) | Daniel Ruiz Bazán 48' (pen.) |       | 18' Trevor Brooking 71' Tony Woodcock | Stadio San Paolo, Napels Toeschouwers: 14.440 Scheidsrechter: Erich Linemayr (AUT) |

|  |  |  |  |  |  |  |  |  |

|                                                                           |                                  |       |                                        |                                                                              |
| 24 september Vriendschappelijk № 248 «onderlinge duels» 19:00 uur (UTC+2) | Hongarije                        | 2 – 2 | Spanje                                 | Népstadion, Boedapest Toeschouwers: 15.000 Scheidsrechter: Jozef Marko (TCH) |
| 24 september Vriendschappelijk № 248 «onderlinge duels» 19:00 uur (UTC+2) | László Kiss 10' Béla Bodonyi 47' |       | 3' Juanito 68' Jesús María Satrústegui | Népstadion, Boedapest Toeschouwers: 15.000 Scheidsrechter: Jozef Marko (TCH) |

|                                                                     |     |       |        |                                                                                |
| 15 oktober Vriendschappelijk № 249 «onderlinge duels» 17:00 (UTC+1) | DDR | 0 – 0 | Spanje | Zentralstadion, Leipzig Toeschouwers: 30.000 Scheidsrechter: Ján Veverka (TCH) |
| 15 oktober Vriendschappelijk № 249 «onderlinge duels» 17:00 (UTC+1) |     |       |        | Zentralstadion, Leipzig Toeschouwers: 30.000 Scheidsrechter: Ján Veverka (TCH) |

|                                                                      |                 |       |                                   |                                                                                         |
| 12 november Vriendschappelijk № 250 «onderlinge duels» 20:30 (UTC+1) | Spanje          | 1 – 2 | Polen                             | Estadio de Sarriá, Barcelona Toeschouwers: 20.000 Scheidsrechter: Roger Schoeters (BEL) |
| 12 november Vriendschappelijk № 250 «onderlinge duels» 20:30 (UTC+1) | Dani 88' (pen.) |       | 19' Andrzej Iwan 89' Andrzej Iwan | Estadio de Sarriá, Barcelona Toeschouwers: 20.000 Scheidsrechter: Roger Schoeters (BEL) |

### 1981
|                                                                          |                    |       |           |                                                                                         |
| 18 februari Vriendschappelijk № 251 «onderlinge duels» 20:30 uur (UTC+1) | Spanje             | 1 – 0 | Frankrijk | Estadio Vicente Calderón, Madrid Toeschouwers: 18.000 Scheidsrechter: Carol Jurja (ROU) |
| 18 februari Vriendschappelijk № 251 «onderlinge duels» 20:30 uur (UTC+1) | Juanito 86' (pen.) |       |           | Estadio Vicente Calderón, Madrid Toeschouwers: 18.000 Scheidsrechter: Carol Jurja (ROU) |

|                                                                     |                  |       |                                       |                                                                                      |
| 25 maart Vriendschappelijk № 252 «onderlinge duels» 19:45 uur (UTC) | Engeland         | 1 – 2 | Spanje                                | Wembley Stadium, Londen Toeschouwers: 71.840 Scheidsrechter: Walter Eschweiler (FRG) |
| 25 maart Vriendschappelijk № 252 «onderlinge duels» 19:45 uur (UTC) | Glenn Hoddle 26' |       | 6' Jesús Satrustegui 32' Jesús Zamora | Wembley Stadium, Londen Toeschouwers: 71.840 Scheidsrechter: Walter Eschweiler (FRG) |

|                                                                       |        |                                                    |           |                                                                                           |
| 15 april Vriendschappelijk № 253 «onderlinge duels» 20:30 uur (UTC+2) | Spanje | 0 – 3                                              | Hongarije | Estadio Luís Casanova, Valencia Toeschouwers: 25.000 Scheidsrechter: Daniel Lambert (FRA) |
| 15 april Vriendschappelijk № 253 «onderlinge duels» 20:30 uur (UTC+2) |        | 31' László Kiss 84' Béla Bodonyi 90' Tibor Nyilasi |           | Estadio Luís Casanova, Valencia Toeschouwers: 25.000 Scheidsrechter: Daniel Lambert (FRA) |

|                                                                      |                               |       |        |                                                                                 |
| 20 juni Vriendschappelijk № 254 «onderlinge duels» 17:00 uur (UTC+1) | Portugal                      | 2 – 0 | Spanje | Estádio das Antas, Porto Toeschouwers: 6.000 Scheidsrechter: Marcel Bacou (FRA) |
| 20 juni Vriendschappelijk № 254 «onderlinge duels» 17:00 uur (UTC+1) | Nené 80' António Nogueira 83' |       |        | Estádio das Antas, Porto Toeschouwers: 6.000 Scheidsrechter: Marcel Bacou (FRA) |

|                                                                      |                         |       |                                                |                                                                                         |
| 23 juni Vriendschappelijk № 255 «onderlinge duels» 20:45 uur (UTC−6) | Mexico                  | 1 – 3 | Spanje                                         | Aztekenstadion, Mexico-Stad Toeschouwers: 6.000 Scheidsrechter: Damir Matovinovič (YUG) |
| 23 juni Vriendschappelijk № 255 «onderlinge duels» 20:45 uur (UTC−6) | Hugo Sánchez 73' (pen.) |       | 29' Juanito 46' Juanito 83' Jesús María Zamora | Aztekenstadion, Mexico-Stad Toeschouwers: 6.000 Scheidsrechter: Damir Matovinovič (YUG) |

|                                                    |           |                                               |        | |
| 28 juni Vriendschappelijk № 256 «onderlinge duels» | Venezuela | 0 – 2                                         | Spanje | Estadio Olímpico de la UCV, Caracas Toeschouwers: 15.000 Scheidsrechter: Guillermo Velásquez (COL) |
| 28 juni Vriendschappelijk № 256 «onderlinge duels» |           | 6' Juanito 73' (pen.) Jesús María Satrústegui |        | Estadio Olímpico de la UCV, Caracas Toeschouwers: 15.000 Scheidsrechter: Guillermo Velásquez (COL) |

|                                                                     |                    |       |                         |                                                                                        |
| 2 juli Vriendschappelijk № 257 «onderlinge duels» 20:45 uur (UTC−5) | Colombia           | 1 – 1 | Spanje                  | Estadio El Campín, Bogota Toeschouwers: 25.000 Scheidsrechter: Vicente Llobregat (VEN) |
| 2 juli Vriendschappelijk № 257 «onderlinge duels» 20:45 uur (UTC−5) | Hernán Herrera 77' |       | 86' José Ramón Alexanco | Estadio El Campín, Bogota Toeschouwers: 25.000 Scheidsrechter: Vicente Llobregat (VEN) |

|                                                                     |                   |       |                             |                                                                                    |
| 5 juli Vriendschappelijk № 258 «onderlinge duels» 16:00 uur (UTC−4) | Chili             | 1 – 1 | Spanje                      | Estadio Nacional, Santiago Toeschouwers: 14.767 Scheidsrechter: Jorge Romero (ARG) |
| 5 juli Vriendschappelijk № 258 «onderlinge duels» 16:00 uur (UTC−4) | Carlos Caszely 7' |       | 16' Jesús María Satrústegui | Estadio Nacional, Santiago Toeschouwers: 14.767 Scheidsrechter: Jorge Romero (ARG) |

|                                                                     |                 |       |        |                                                                                     |
| 8 juli Vriendschappelijk № 259 «onderlinge duels» 21:15 uur (UTC−3) | Brazilië        | 1 – 0 | Spanje | Estádio Fonte Nova, Salvador Toeschouwers: 74.089 Scheidsrechter: Clive White (ENG) |
| 8 juli Vriendschappelijk № 259 «onderlinge duels» 21:15 uur (UTC−3) | Baltazar II 48' |       |        | Estádio Fonte Nova, Salvador Toeschouwers: 74.089 Scheidsrechter: Clive White (ENG) |

|                                                                           |            |       |        |                                                                             |
| 23 september Vriendschappelijk № 260 «onderlinge duels» 19:30 uur (UTC+2) | Oostenrijk | 0 – 0 | Spanje | Praterstadion, Wenen Toeschouwers: 15.000 Scheidsrechter: Jozef Marko (TCH) |
| 23 september Vriendschappelijk № 260 «onderlinge duels» 19:30 uur (UTC+2) |            |       |        | Praterstadion, Wenen Toeschouwers: 15.000 Scheidsrechter: Jozef Marko (TCH) |

|                                                                     |                                                                     |       |           |                                                                                       |
| 14 oktober Vriendschappelijk № 261 «onderlinge duels» 20:30 (UTC+1) | Spanje                                                              | 3 – 0 | Luxemburg | Ciutat de València, Valencia Toeschouwers: 15.000 Scheidsrechter: Paolo Casarin (ITA) |
| 14 oktober Vriendschappelijk № 261 «onderlinge duels» 20:30 (UTC+1) | Roberto López Ufarte 68' Enrique Saura 75' Roberto López Ufarte 82' |       |           | Ciutat de València, Valencia Toeschouwers: 15.000 Scheidsrechter: Paolo Casarin (ITA) |

|                                                                      |                                        |       |                                                                          |                                                                             |
| 18 november Vriendschappelijk № 262 «onderlinge duels» 17:45 (UTC+1) | Polen                                  | 2 – 3 | Spanje                                                                   | Stadion ŁKS, Łódź Toeschouwers: 15.000 Scheidsrechter: Róbert Jaczina (HUN) |
| 18 november Vriendschappelijk № 262 «onderlinge duels» 17:45 (UTC+1) | Andrzej Pałasz 56' Zbigniew Boniek 74' |       | 10' Roberto López Ufarte 80' José Ramón Alexanco 88' Miguel Ángel Alonso | Stadion ŁKS, Łódź Toeschouwers: 15.000 Scheidsrechter: Róbert Jaczina (HUN) |

|                                                                          |                                                        |       |        |                                                                                        |
| 16 december Vriendschappelijk № 263 «onderlinge duels» 20:30 uur (UTC+1) | Spanje                                                 | 2 – 0 | België | Estadio Luís Casanova, Valencia Toeschouwers: 28.000 Scheidsrechter: Volker Roth (FRG) |
| 16 december Vriendschappelijk № 263 «onderlinge duels» 20:30 uur (UTC+1) | Jesús María Satrústegui 7' Jesús María Satrústegui 87' |       |        | Estadio Luís Casanova, Valencia Toeschouwers: 28.000 Scheidsrechter: Volker Roth (FRG) |

### 1982
|                                                                          |                                                       |       |           |                                                                                       |
| 24 februari Vriendschappelijk № 264 «onderlinge duels» 20:30 uur (UTC+1) | Spanje                                                | 3 – 0 | Schotland | Estadio Luís Casanova, Valencia Toeschouwers: 25.000 Scheidsrechter: Bep Thomas (NED) |
| 24 februari Vriendschappelijk № 264 «onderlinge duels» 20:30 uur (UTC+1) | Víctor Muñoz 26' Quini 82' (pen.) Ricardo Gallego 86' |       |           | Estadio Luís Casanova, Valencia Toeschouwers: 25.000 Scheidsrechter: Bep Thomas (NED) |

|                                                                       |                             |       |                  |                                                                                            |
| 24 maart Vriendschappelijk № 265 «onderlinge duels» 20:30 uur (UTC+1) | Spanje                      | 1 – 1 | Wales            | Estadio Luis Casanova, Valencia Toeschouwers: 15.000 Scheidsrechter: Enzo Barbaresco (ITA) |
| 24 maart Vriendschappelijk № 265 «onderlinge duels» 20:30 uur (UTC+1) | Jesús María Satrústegui 25' |       | 51' Robbie James | Estadio Luis Casanova, Valencia Toeschouwers: 15.000 Scheidsrechter: Enzo Barbaresco (ITA) |

|                                                                       |                                             |       |             |                                                                                            |
| 28 april Vriendschappelijk № 266 «onderlinge duels» 20:30 uur (UTC+2) | Spanje                                      | 2 – 0 | Zwitserland | Estadio Luis Casanova, Valencia Toeschouwers: 18.000 Scheidsrechter: George Courtney (ENG) |
| 28 april Vriendschappelijk № 266 «onderlinge duels» 20:30 uur (UTC+2) | Miguel Tendillo 20' José Ramón Alexanco 42' |       |             | Estadio Luis Casanova, Valencia Toeschouwers: 18.000 Scheidsrechter: George Courtney (ENG) |

| Wereldkampioenschap voetbal 1982 |
| -------------------------------- |

|                                                                    |                                 |       |                  |                                                                                              |
| 16 juni WK 1982 Groep E № 267 «onderlinge duels» 21:00 uur (UTC+2) | Spanje                          | 1 – 1 | Honduras         | Estadio Luís Casanova, Valencia Toeschouwers: 49.562 Scheidsrechter: Arturo Ithurralde (ARG) |
| 16 juni WK 1982 Groep E № 267 «onderlinge duels» 21:00 uur (UTC+2) | Roberto López Ufarte 65' (pen.) |       | 8' Héctor Zelaya | Estadio Luís Casanova, Valencia Toeschouwers: 49.562 Scheidsrechter: Arturo Ithurralde (ARG) |

|                                                                    |                                      |       |                 |                                                                                             |
| 20 juni WK 1982 Groep E № 268 «onderlinge duels» 21:00 uur (UTC+2) | Spanje                               | 2 – 1 | Joegoslavië     | Estadio Luis Casanova, Valencia Toeschouwers: 47.000 Scheidsrechter: Henning Sørensen (DEN) |
| 20 juni WK 1982 Groep E № 268 «onderlinge duels» 21:00 uur (UTC+2) | Juanito 12' (pen.) Enrique Saura 66' |       | 10' Ivan Gudelj | Estadio Luis Casanova, Valencia Toeschouwers: 47.000 Scheidsrechter: Henning Sørensen (DEN) |

|                                                                    |        |                      |               |                                                                                         |
| 25 juni WK 1982 Groep E № 269 «onderlinge duels» 21:00 uur (UTC+2) | Spanje | 0 – 1                | Noord-Ierland | Estadio Luis Casanova, Valencia Toeschouwers: 49.562 Scheidsrechter: Héctor Ortíz (PAR) |
| 25 juni WK 1982 Groep E № 269 «onderlinge duels» 21:00 uur (UTC+2) |        | 47' Gerald Armstrong |               | Estadio Luis Casanova, Valencia Toeschouwers: 49.562 Scheidsrechter: Héctor Ortíz (PAR) |

|                                                                   |                                         |       |                        |                                                                                            |
| 2 juli WK 1982 Groep 2 № 270 «onderlinge duels» 21:00 uur (UTC+2) | West-Duitsland                          | 2 – 1 | Spanje                 | Estadio Santiago Bernabéu, Madrid Toeschouwers: 90.089 Scheidsrechter: Paolo Casarin (ITA) |
| 2 juli WK 1982 Groep 2 № 270 «onderlinge duels» 21:00 uur (UTC+2) | Pierre Littbarski 60' Klaus Fischer 75' |       | 82' Jesús María Zamora | Estadio Santiago Bernabéu, Madrid Toeschouwers: 90.089 Scheidsrechter: Paolo Casarin (ITA) |

|                                                                   |        |       |          |                                                                                            |
| 5 juli WK 1982 Groep 2 № 271 «onderlinge duels» 21:00 uur (UTC+2) | Spanje | 0 – 0 | Engeland | Estadio Santiago Bernabéu, Madrid Toeschouwers: 75.000 Scheidsrechter: Alexis Ponnet (BEL) |
| 5 juli WK 1982 Groep 2 № 271 «onderlinge duels» 21:00 uur (UTC+2) |        |       |          | Estadio Santiago Bernabéu, Madrid Toeschouwers: 75.000 Scheidsrechter: Alexis Ponnet (BEL) |

|  |  |  |  |  |  |  |  |  |

|                                                                        |             |       |         |                                                                                   |
| 27 oktober EK 1984 kwalificatie № 272 «onderlinge duels» 20:30 (UTC+1) | Spanje      | 1 – 0 | IJsland | Estadio La Rosaleda, Málaga Toeschouwers: 15.132 Scheidsrechter: Mário Luís (POR) |
| 27 oktober EK 1984 kwalificatie № 272 «onderlinge duels» 20:30 (UTC+1) | Pedraza 59' |       |         | Estadio La Rosaleda, Málaga Toeschouwers: 15.132 Scheidsrechter: Mário Luís (POR) |

|                                                                           |                                                          |       |                                                            |                                                                               |
| 17 november EK 1984 kwalificatie № 273 «onderlinge duels» 14:30 uur (UTC) | Ierland                                                  | 3 – 3 | Spanje                                                     | Lansdowne Road, Dublin Toeschouwers: 35.088 Scheidsrechter: Jan Redelfs (FRG) |
| 17 november EK 1984 kwalificatie № 273 «onderlinge duels» 14:30 uur (UTC) | Ashley Grimes 2' Frank Stapleton 63' Frank Stapleton 76' |       | 31' Antonio Maceda 47' (e.d.) Mick Martin 60' Víctor Muñoz | Lansdowne Road, Dublin Toeschouwers: 35.088 Scheidsrechter: Jan Redelfs (FRG) |

### 1983
|                                                                             |                       |       |           |                                                                                                 |
| 16 februari EK 1984 kwalificatie № 274 «onderlinge duels» 20:30 uur (UTC+1) | Spanje                | 1 – 0 | Nederland | Estadio Ramón Sánchez Pizjuán, Sevilla Toeschouwers: 30.499 Scheidsrechter: Paolo Bergamo (ITA) |
| 16 februari EK 1984 kwalificatie № 274 «onderlinge duels» 20:30 uur (UTC+1) | Juan Señor 43' (pen.) |       |           | Estadio Ramón Sánchez Pizjuán, Sevilla Toeschouwers: 30.499 Scheidsrechter: Paolo Bergamo (ITA) |

|                                                                          |                                |       |         |                                                                                  |
| 27 april EK 1984 kwalificatie № 275 «onderlinge duels» 20:30 uur (UTC+2) | Spanje                         | 2 – 0 | Ierland | La Romareda, Zaragoza Toeschouwers: 28.211 Scheidsrechter: Valeriy Butenko (URS) |
| 27 april EK 1984 kwalificatie № 275 «onderlinge duels» 20:30 uur (UTC+2) | Santillana 51' Poli Rincón 89' |       |         | La Romareda, Zaragoza Toeschouwers: 28.211 Scheidsrechter: Valeriy Butenko (URS) |

|                                                                    |                                         |       |                                                                        |                                                                                              |
| 15 mei EK 1984 kwalificatie № 276 «onderlinge duels» 16:00 (UTC+1) | Malta                                   | 2 – 3 | Spanje                                                                 | Ta' Qalistadion, Ta' Qali Toeschouwers: 7.732 Scheidsrechter: Evangelos Giannakoudakis (GRE) |
| 15 mei EK 1984 kwalificatie № 276 «onderlinge duels» 16:00 (UTC+1) | Carmel Busuttil 30' Carmel Busuttil 47' |       | 21' Juan Antonio Señor 60' Francisco José Carrasco 84' Rafael Gordillo | Ta' Qalistadion, Ta' Qali Toeschouwers: 7.732 Scheidsrechter: Evangelos Giannakoudakis (GRE) |

|                                                                  |         |                   |        |                                                                                      |
| 29 mei EK 1984 kwalificatie № 277 «onderlinge duels» 14:00 (UTC) | IJsland | 0 – 1             | Spanje | Laugardalsvöllur, Reykjavik Toeschouwers: 7.055 Scheidsrechter: Ronald Bridges (WAL) |
| 29 mei EK 1984 kwalificatie № 277 «onderlinge duels» 14:00 (UTC) |         | 9' Antonio Maceda |        | Laugardalsvöllur, Reykjavik Toeschouwers: 7.055 Scheidsrechter: Ronald Bridges (WAL) |

|                                                                    |                         |       |                               |                                                                                      |
| 5 oktober Vriendschappelijk № 278 «onderlinge duels» 20:30 (UTC+1) | Frankrijk               | 1 – 1 | Spanje                        | Parc des Princes, Parijs Toeschouwers: 36.628 Scheidsrechter: Rosario Lo Bello (ITA) |
| 5 oktober Vriendschappelijk № 278 «onderlinge duels» 20:30 (UTC+1) | Dominique Rocheteau 60' |       | 83' (pen.) Juan Antonio Señor | Parc des Princes, Parijs Toeschouwers: 36.628 Scheidsrechter: Rosario Lo Bello (ITA) |

|                                                                             |                                   |       |                |                                                                              |
| 16 november EK 1984 kwalificatie № 279 «onderlinge duels» 20:00 uur (UTC+1) | Nederland                         | 2 – 1 | Spanje         | De Kuip, Rotterdam Toeschouwers: 49.915 Scheidsrechter: Michel Vautrot (FRA) |
| 16 november EK 1984 kwalificatie № 279 «onderlinge duels» 20:00 uur (UTC+1) | Peter Houtman 26' Ruud Gullit 63' |       | 41' Santillana | De Kuip, Rotterdam Toeschouwers: 49.915 Scheidsrechter: Michel Vautrot (FRA) |

|                                                                         | |        |                       |                                                                                            |
| 21 december EK 1984 kwalificatie № 280 «onderlinge duels» 20:15 (UTC+1) | Spanje | 12 – 1 | Malta                 | Estadio Benito Villamarín, Sevilla Toeschouwers: 25.000 Scheidsrechter: Erkan Göksel (TUR) |
| 21 december EK 1984 kwalificatie № 280 «onderlinge duels» 20:15 (UTC+1) | Santillana 16' Santillana 26' Santillana 29' Hipólito Rincón 47' Hipólito Rincón 57' Antonio Maceda 62' Antonio Maceda 63' Hipólito Rincón 64' Santillana 76' Hipólito Rincón 78' Manuel Sarabia 80' Juan Antonio Señor 83' |        | 24' Michael Degiorgio | Estadio Benito Villamarín, Sevilla Toeschouwers: 25.000 Scheidsrechter: Erkan Göksel (TUR) |

### 1984
|                                                                         |        |                 |           |                                                                                         |
| 28 januari Vriendschappelijk № 281 «onderlinge duels» 20:30 uur (UTC+1) | Spanje | 0 – 1           | Hongarije | Estadio Ramón de Carranza, Cádiz Toeschouwers: 25.000 Scheidsrechter: Joe Worrall (ENG) |
| 28 januari Vriendschappelijk № 281 «onderlinge duels» 20:30 uur (UTC+1) |        | 69' Imre Garaba |           | Estadio Ramón de Carranza, Cádiz Toeschouwers: 25.000 Scheidsrechter: Joe Worrall (ENG) |

|                                                                      |           |                    |        |                                                                                       |
| 29 februari Vriendschappelijk № 282 «onderlinge duels» 20:30 (UTC+1) | Luxemburg | 0 – 1              | Spanje | Stade Municipal, Luxemburg Toeschouwers: 3.000 Scheidsrechter: Philippe Mercier (SUI) |
| 29 februari Vriendschappelijk № 282 «onderlinge duels» 20:30 (UTC+1) |           | 64' Antonio Maceda |        | Stade Municipal, Luxemburg Toeschouwers: 3.000 Scheidsrechter: Philippe Mercier (SUI) |

|                                                                       |                                       |       |                  |                                                                                       |
| 11 april Vriendschappelijk № 283 «onderlinge duels» 20:30 uur (UTC+2) | Spanje                                | 2 – 1 | Denemarken       | Estadio Luís Casanova, Valencia Toeschouwers: 25.010 Scheidsrechter: Mário Luís (POR) |
| 11 april Vriendschappelijk № 283 «onderlinge duels» 20:30 uur (UTC+2) | Santillana 54' José Antonio Señor 29' |       | 47' John Eriksen | Estadio Luís Casanova, Valencia Toeschouwers: 25.010 Scheidsrechter: Mário Luís (POR) |

|                                                                     |             |                                                                              |        |                                                                                       |
| 26 mei Vriendschappelijk № 284 «onderlinge duels» 20:30 uur (UTC+2) | Zwitserland | 0 – 4                                                                        | Spanje | Stade des Charmilles, Genève Toeschouwers: 18.000 Scheidsrechter: Luigi Agnolin (ITA) |
| 26 mei Vriendschappelijk № 284 «onderlinge duels» 20:30 uur (UTC+2) |             | 13' Santillana 25' Ricardo Gallego 34' Hipólito Rincón 63' Andoni Goikoetxea |        | Stade des Charmilles, Genève Toeschouwers: 18.000 Scheidsrechter: Luigi Agnolin (ITA) |

|                                                                     |                |       |                 |                                                                                            |
| 31 mei Vriendschappelijk № 285 «onderlinge duels» 20:00 uur (UTC+2) | Hongarije      | 1 – 1 | Spanje          | Megyeri úti stadion, Boedapest Toeschouwers: 10.000 Scheidsrechter: Aron Schmidhuber (FRG) |
| 31 mei Vriendschappelijk № 285 «onderlinge duels» 20:00 uur (UTC+2) | Antal Nagy 48' |       | 21' Poli Rincón | Megyeri úti stadion, Boedapest Toeschouwers: 10.000 Scheidsrechter: Aron Schmidhuber (FRG) |

|                                                                     |        |                |             | |
| 7 juni Vriendschappelijk № 286 «onderlinge duels» 21:00 uur (UTC+2) | Spanje | 0 – 1          | Joegoslavië | Estadio municipal José Antonio, La Línea de la Concepción Toeschouwers: 20.000 Scheidsrechter: Enzo Barbaresco (ITA) |
| 7 juni Vriendschappelijk № 286 «onderlinge duels» 21:00 uur (UTC+2) |        | 1' Safet Sušić |             | Estadio municipal José Antonio, La Línea de la Concepción Toeschouwers: 20.000 Scheidsrechter: Enzo Barbaresco (ITA) |

| Europees kampioenschap voetbal 1984 |
| ----------------------------------- |

|                                                                 |                     |       |                          |                                                                                                 |
| 14 juni 1984 Groep B № 287 «onderlinge duels» 20:30 uur (UTC+2) | Roemenië            | 1 – 1 | Spanje                   | Stade Geoffroy-Guichard, Saint-Étienne Toeschouwers: 16.972 Scheidsrechter: Alexis Ponnet (BEL) |
| 14 juni 1984 Groep B № 287 «onderlinge duels» 20:30 uur (UTC+2) | Ladislau Bölöni 35' |       | 22' (pen.) Lobo Carrasco | Stade Geoffroy-Guichard, Saint-Étienne Toeschouwers: 16.972 Scheidsrechter: Alexis Ponnet (BEL) |

|                                                                 |                   |       |                |                                                                                      |
| 17 juni 1984 Groep B № 288 «onderlinge duels» 20:30 uur (UTC+2) | Portugal          | 1 – 1 | Spanje         | Stade Vélodrome, Marseille Toeschouwers: 24.364 Scheidsrechter: Michel Vautrot (FRA) |
| 17 juni 1984 Groep B № 288 «onderlinge duels» 20:30 uur (UTC+2) | António Sousa 52' |       | 73' Santillana | Stade Vélodrome, Marseille Toeschouwers: 24.364 Scheidsrechter: Michel Vautrot (FRA) |

|                                                                 |                |                    |        |                                                                                      |
| 20 juni 1984 Groep B № 289 «onderlinge duels» 20:30 uur (UTC+2) | West-Duitsland | 0 – 1              | Spanje | Parc des Princes, Parijs Toeschouwers: 47.691 Scheidsrechter: Vojtech Christov (TCH) |
| 20 juni 1984 Groep B № 289 «onderlinge duels» 20:30 uur (UTC+2) |                | 89' Antonio Maceda |        | Parc des Princes, Parijs Toeschouwers: 47.691 Scheidsrechter: Vojtech Christov (TCH) |

|                                                                         |                                                                             |       |                                                                              |                                                                                   |
| 24 juni EK 1984 Halve finale № 290 «onderlinge duels» 20:00 uur (UTC+2) | Spanje                                                                      | 1 – 1 | Denemarken                                                                   | Stade de Gerland, Lyon Toeschouwers: 47.843 Scheidsrechter: George Courtney (ENG) |
| 24 juni EK 1984 Halve finale № 290 «onderlinge duels» 20:00 uur (UTC+2) | Antonio Maceda 67'                                                          |       | 7' Søren Lerby                                                               | Stade de Gerland, Lyon Toeschouwers: 47.843 Scheidsrechter: George Courtney (ENG) |
| 24 juni EK 1984 Halve finale № 290 «onderlinge duels» 20:00 uur (UTC+2) | Strafschoppen                                                               |       |                                                                              | Stade de Gerland, Lyon Toeschouwers: 47.843 Scheidsrechter: George Courtney (ENG) |
| 24 juni EK 1984 Halve finale № 290 «onderlinge duels» 20:00 uur (UTC+2) | Santillana Juan Antonio Señor Santiago Urquiaga Víctor Muñoz Manuel Sarabia | 5 – 4 | Kenneth Brylle Jesper Olsen Michael Laudrup Søren Lerby Preben Elkjær Larsen | Stade de Gerland, Lyon Toeschouwers: 47.843 Scheidsrechter: George Courtney (ENG) |

|                                                               |                                      |       |        |                                                                                      |
| 27 juni EK 1984 Finale № 291 «onderlinge duels» 20:00 (UTC+2) | Frankrijk                            | 2 – 0 | Spanje | Parc des Princes, Parijs Toeschouwers: 47.368 Scheidsrechter: Vojtěch Christov (TCH) |
| 27 juni EK 1984 Finale № 291 «onderlinge duels» 20:00 (UTC+2) | Michel Platini 57' Bruno Bellone 90' |       |        | Parc des Princes, Parijs Toeschouwers: 47.368 Scheidsrechter: Vojtěch Christov (TCH) |

|  |  |  |  |  |  |  |  |  |

|                                                                            |                                                        |       |       |                                                                                                |
| 17 oktober WK 1986 kwalificatie № 292 «onderlinge duels» 21:00 uur (UTC+1) | Spanje                                                 | 3 – 0 | Wales | Estadio Benito Villamarín, Sevilla Toeschouwers: 26.564 Scheidsrechter: Erik Fredriksson (SWE) |
| 17 oktober WK 1986 kwalificatie № 292 «onderlinge duels» 21:00 uur (UTC+1) | Poli Rincón 7' Lobo Carrasco 81' Emilio Butragueño 90' |       |       | Estadio Benito Villamarín, Sevilla Toeschouwers: 26.564 Scheidsrechter: Erik Fredriksson (SWE) |

|                                                                           |                                                    |       |                       |                                                                               |
| 14 november WK 1986 kwalificatie № 293 «onderlinge duels» 20:00 uur (UTC) | Schotland                                          | 3 – 1 | Spanje                | Hampden Park, Glasgow Toeschouwers: 74.299 Scheidsrechter: Adolf Prokop (DDR) |
| 14 november WK 1986 kwalificatie № 293 «onderlinge duels» 20:00 uur (UTC) | Mo Johnston 33' Mo Johnston 42' Kenny Dalglish 71' |       | 65' Andoni Goikoetxea | Hampden Park, Glasgow Toeschouwers: 74.299 Scheidsrechter: Adolf Prokop (DDR) |

### 1985
|                                                                     |                                                                 |       |                  |                                                                                                  |
| 23 januari Vriendschappelijk № 294 «onderlinge duels» 20:30 (UTC+1) | Spanje                                                          | 3 – 1 | Finland          | Estadio José Rico Pérez, Alicante Toeschouwers: 26.000 Scheidsrechter: Alphonse Constantin (BEL) |
| 23 januari Vriendschappelijk № 294 «onderlinge duels» 20:30 (UTC+1) | Hipólito Rincón 22' Emilio Butragueño 30' Emilio Butragueño 44' |       | 6' Mika Lipponen | Estadio José Rico Pérez, Alicante Toeschouwers: 26.000 Scheidsrechter: Alphonse Constantin (BEL) |

|                                                                             |               |       |           |                                                                                                  |
| 27 februari WK 1986 kwalificatie № 295 «onderlinge duels» 20:30 uur (UTC+1) | Spanje        | 1 – 0 | Schotland | Estadio Ramón Sánchez Pizjuán, Sevilla Toeschouwers: 54.524 Scheidsrechter: Michel Vautrot (FRA) |
| 27 februari WK 1986 kwalificatie № 295 «onderlinge duels» 20:30 uur (UTC+1) | Paco Clos 48' |       |           | Estadio Ramón Sánchez Pizjuán, Sevilla Toeschouwers: 54.524 Scheidsrechter: Michel Vautrot (FRA) |

|                                                                       |        |       |               |                                                                                    |
| 27 maart Vriendschappelijk № 269 «onderlinge duels» 20:30 uur (UTC+1) | Spanje | 0 – 0 | Noord-Ierland | Lluís Sitjarstadion, Palma Toeschouwers: 30.000 Scheidsrechter: Coşkun Kutay (TUR) |
| 27 maart Vriendschappelijk № 269 «onderlinge duels» 20:30 uur (UTC+1) |        |       |               | Lluís Sitjarstadion, Palma Toeschouwers: 30.000 Scheidsrechter: Coşkun Kutay (TUR) |

|                                                                          |                                           |       |        |                                                                                  |
| 30 april WK 1986 kwalificatie № 297 «onderlinge duels» 19:30 uur (UTC+1) | Wales                                     | 3 – 0 | Spanje | Racecourse Ground, Wrexham Toeschouwers: 23.494 Scheidsrechter: Jan Keizer (NED) |
| 30 april WK 1986 kwalificatie № 297 «onderlinge duels» 19:30 uur (UTC+1) | Ian Rush 44' Mark Hughes 53' Ian Rush 86' |       |        | Racecourse Ground, Wrexham Toeschouwers: 23.494 Scheidsrechter: Jan Keizer (NED) |

|                                                                     |         |       |        |                                                                             |
| 26 mei Vriendschappelijk № 298 «onderlinge duels» 15:30 uur (UTC+1) | Ierland | 0 – 0 | Spanje | Flower Lodge, Cork Toeschouwers: 12.000 Scheidsrechter: Franz Gächter (SUI) |
| 26 mei Vriendschappelijk № 298 «onderlinge duels» 15:30 uur (UTC+1) |         |       |        | Flower Lodge, Cork Toeschouwers: 12.000 Scheidsrechter: Franz Gächter (SUI) |

|                                                                   |                      |       |                                           |                                                                                    |
| 12 juni WK 1986 kwalificatie № 299 «onderlinge duels» 20:00 (UTC) | IJsland              | 1 – 2 | Spanje                                    | Laugardalsvöllur, Reykjavik Toeschouwers: 10.410 Scheidsrechter: André Daina (SUI) |
| 12 juni WK 1986 kwalificatie № 299 «onderlinge duels» 20:00 (UTC) | Teitur Þórðarson 33' |       | 50' Manuel Sarabia 67' Marcos Alonso Peña | Laugardalsvöllur, Reykjavik Toeschouwers: 10.410 Scheidsrechter: André Daina (SUI) |

|                                                            |                                         |       |                     |                                                                                                  |
| 25 september WK 1986 kwalificatie № 300 «onderlinge duels» | Spanje                                  | 2 – 1 | IJsland             | Estadio Benito Villamarín, Sevilla Toeschouwers: 45.000 Scheidsrechter: Siegfried Kirschen (DDR) |
| 25 september WK 1986 kwalificatie № 300 «onderlinge duels» | Hipólito Rincón 44' Rafael Gordillo 51' |       | 36' Pétur Pétursson | Estadio Benito Villamarín, Sevilla Toeschouwers: 45.000 Scheidsrechter: Siegfried Kirschen (DDR) |

|                                                                          |        |       |            |                                                                                  |
| 20 november Vriendschappelijk № 301 «onderlinge duels» 20:30 uur (UTC+1) | Spanje | 0 – 0 | Oostenrijk | La Romareda, Zaragoza Toeschouwers: 18.000 Scheidsrechter: Claude Bouillet (FRA) |
| 20 november Vriendschappelijk № 301 «onderlinge duels» 20:30 uur (UTC+1) |        |       |            | La Romareda, Zaragoza Toeschouwers: 18.000 Scheidsrechter: Claude Bouillet (FRA) |

|                                                        |                                       |       |           |                                                                                         |
| 18 december Vriendschappelijk № 302 «onderlinge duels» | Spanje                                | 2 – 0 | Bulgarije | Estadio Luís Casanova, Valencia Toeschouwers: 50.000 Scheidsrechter: Carlo Longhi (ITA) |
| 18 december Vriendschappelijk № 302 «onderlinge duels» | Michel González 16' Ramón Calderé 70' |       |           | Estadio Luís Casanova, Valencia Toeschouwers: 50.000 Scheidsrechter: Carlo Longhi (ITA) |

### 1986
|                                                                       |                                  |       |             | |
| 22 januari Vriendschappelijk № 303 «onderlinge duels» 19:30 uur (UTC) | Spanje                           | 2 – 0 | Sovjet-Unie | Estadio Insular, Las Palmas de Gran Canaria Toeschouwers: 12.000 Scheidsrechter: José Rosa dos Santos (POR) |
| 22 januari Vriendschappelijk № 303 «onderlinge duels» 19:30 uur (UTC) | Julio Salinas 25' Eloy Olaya 85' |       |             | Estadio Insular, Las Palmas de Gran Canaria Toeschouwers: 12.000 Scheidsrechter: José Rosa dos Santos (POR) |

|                                                                          |                                                           |       |        |                                                                               |
| 19 februari Vriendschappelijk № 304 «onderlinge duels» 20:30 uur (UTC+1) | Spanje                                                    | 3 – 0 | België | Nuevo Estadio, Elche Toeschouwers: 33.000 Scheidsrechter: Paolo Casarin (ITA) |
| 19 februari Vriendschappelijk № 304 «onderlinge duels» 20:30 uur (UTC+1) | Emilio Butragueño 3' Julio Salinas 41' Antonio Maceda 72' |       |        | Nuevo Estadio, Elche Toeschouwers: 33.000 Scheidsrechter: Paolo Casarin (ITA) |

|                                                                   |                                                |       |       |                                                                                                 |
| 26 maart Vriendschappelijk № 305 «onderlinge duels» 20:30 (UTC+1) | Spanje                                         | 3 – 0 | Polen | Estadio Ramón de Carranza, Cadiz Toeschouwers: 17.000 Scheidsrechter: Jean-Marie Lartigot (FRA) |
| 26 maart Vriendschappelijk № 305 «onderlinge duels» 20:30 (UTC+1) | Míchel 20' Ramón Calderé 30' Julio Salinas 48' |       |       | Estadio Ramón de Carranza, Cadiz Toeschouwers: 17.000 Scheidsrechter: Jean-Marie Lartigot (FRA) |

| Wereldkampioenschap voetbal 1986 |
| -------------------------------- |

|                                                                   |        |              |          |                                                                                         |
| 1 juni WK 1986 Groep D № 306 «onderlinge duels» 12:00 uur (UTC−6) | Spanje | 0 – 1        | Brazilië | Estadio Jalisco, Guadalajara Toeschouwers: 65.500 Scheidsrechter: Chris Bambridge (AUS) |
| 1 juni WK 1986 Groep D № 306 «onderlinge duels» 12:00 uur (UTC−6) |        | 62' Sócrates |          | Estadio Jalisco, Guadalajara Toeschouwers: 65.500 Scheidsrechter: Chris Bambridge (AUS) |

|                                                                   |                  |       |                                        |                                                                                               |
| 7 juni WK 1986 Groep D № 307 «onderlinge duels» 12:00 uur (UTC−6) | Noord-Ierland    | 1 – 2 | Spanje                                 | Estadio Tres de Marzo, Guadalajara Toeschouwers: 28.000 Scheidsrechter: Horst Brummeier (AUT) |
| 7 juni WK 1986 Groep D № 307 «onderlinge duels» 12:00 uur (UTC−6) | Colin Clarke 47' |       | 2' Emilio Butragueño 20' Julio Salinas | Estadio Tres de Marzo, Guadalajara Toeschouwers: 28.000 Scheidsrechter: Horst Brummeier (AUT) |

|                                                                    |          |                                                    |        |                                                                                         |
| 12 juni WK 1986 Groep D № 308 «onderlinge duels» 12:00 uur (UTC−6) | Algerije | 0 – 3                                              | Spanje | Estadio Tecnológico, Monterrey Toeschouwers: 23.980 Scheidsrechter: Shizuo Takada (JPN) |
| 12 juni WK 1986 Groep D № 308 «onderlinge duels» 12:00 uur (UTC−6) |          | 16' Ramón Calderé 68' Ramón Calderé 71' Eloy Olaya |        | Estadio Tecnológico, Monterrey Toeschouwers: 23.980 Scheidsrechter: Shizuo Takada (JPN) |

|                                                                           |                         |       | |                                                                                      |
| 18 juni WK 1986 Achtste finale № 309 «onderlinge duels» 16:00 uur (UTC−6) | Denemarken              | 1 – 5 | Spanje | Estadio Corregidora, Querétaro Toeschouwers: 38.500 Scheidsrechter: Jan Keizer (NED) |
| 18 juni WK 1986 Achtste finale № 309 «onderlinge duels» 16:00 uur (UTC−6) | Jesper Olsen 32' (pen.) |       | 43' Emilio Butragueño 57' Emilio Butragueño 69' (pen.) Andoni Goikoetxea 79' Emilio Butragueño 89' Emilio Butragueño | Estadio Corregidora, Querétaro Toeschouwers: 38.500 Scheidsrechter: Jan Keizer (NED) |

|                                                                           |                                     |              |                                              |                                                                                          |
| 22 juni WK 1986 Achtste finale № 310 «onderlinge duels» 16:00 uur (UTC−6) | België                              | 1 – 1 (n.v.) | Spanje                                       | Estadio Cuauhtémoc, Puebla Toeschouwers: 44.962 Scheidsrechter: Siegfried Kirschen (DDR) |
| 22 juni WK 1986 Achtste finale № 310 «onderlinge duels» 16:00 uur (UTC−6) | Jan Ceulemans 35'                   |              | 85' Juan Señor                               | Estadio Cuauhtémoc, Puebla Toeschouwers: 44.962 Scheidsrechter: Siegfried Kirschen (DDR) |
| 22 juni WK 1986 Achtste finale № 310 «onderlinge duels» 16:00 uur (UTC−6) | Strafschoppen                       |              |                                              | Estadio Cuauhtémoc, Puebla Toeschouwers: 44.962 Scheidsrechter: Siegfried Kirschen (DDR) |
| 22 juni WK 1986 Achtste finale № 310 «onderlinge duels» 16:00 uur (UTC−6) | Señor Eloy Chendo Butragueño Víctor | 4 – 5        | Claesen Scifo Broos Vervoort L. Van Der Elst | Estadio Cuauhtémoc, Puebla Toeschouwers: 44.962 Scheidsrechter: Siegfried Kirschen (DDR) |

|  |  |  |  |  |  |  |  |  |

|                                                                           |                                                        |       |                       |                                                                           |
| 24 september Vriendschappelijk № 311 «onderlinge duels» 20:30 uur (UTC+2) | Spanje                                                 | 3 – 1 | Griekenland           | El Molinón, Gijón Toeschouwers: 17.500 Scheidsrechter: Alain Delmer (FRA) |
| 24 september Vriendschappelijk № 311 «onderlinge duels» 20:30 uur (UTC+2) | Julio Salinas 35' Francisco López 39' Víctor Muñoz 79' |       | 81' Giorgos Skartados | El Molinón, Gijón Toeschouwers: 17.500 Scheidsrechter: Alain Delmer (FRA) |

|                                                                         |                               |       |                                                    |                                                                                           |
| 15 oktober Vriendschappelijk № 312 «onderlinge duels» 20:15 uur (UTC+1) | West-Duitsland                | 2 – 2 | Spanje                                             | Niedersachsenstadion, Hannover Toeschouwers: 50.000 Scheidsrechter: Yuriy Savchenko (URS) |
| 15 oktober Vriendschappelijk № 312 «onderlinge duels» 20:15 uur (UTC+1) | Herbert Waas 61' Uwe Rahn 70' |       | 44' Emilio Butragueño 78' (pen.) Andoni Goikoetxea | Niedersachsenstadion, Hannover Toeschouwers: 50.000 Scheidsrechter: Yuriy Savchenko (URS) |

|                                                                             |                     |       |          |                                                                                          |
| 12 november EK 1988 kwalificatie № 313 «onderlinge duels» 20:30 uur (UTC+1) | Spanje              | 1 – 0 | Roemenië | Estadio Benito Villamarín, Sevilla Toeschouwers: 41.884 Scheidsrechter: Jan Keizer (NED) |
| 12 november EK 1988 kwalificatie № 313 «onderlinge duels» 20:30 uur (UTC+1) | Michel González 58' |       |          | Estadio Benito Villamarín, Sevilla Toeschouwers: 41.884 Scheidsrechter: Jan Keizer (NED) |

|                                                                            |                   |       |                                            |                                                                                   |
| 3 december EK 1988 kwalificatie № 314 «onderlinge duels» 14:00 uur (UTC+1) | Albanië           | 1 – 2 | Spanje                                     | Qemal Stafastadion, Tirana Toeschouwers: 18.900 Scheidsrechter: Antal Huták (HUN) |
| 3 december EK 1988 kwalificatie № 314 «onderlinge duels» 14:00 uur (UTC+1) | Shkëlqim Muça 27' |       | 67' Juan Carlos Arteche 83' Joaquín Alonso | Qemal Stafastadion, Tirana Toeschouwers: 18.900 Scheidsrechter: Antal Huták (HUN) |

### 1987
|                                                                         |                   |       |                 |                                                                                      |
| 21 januari Vriendschappelijk № 315 «onderlinge duels» 20:30 uur (UTC+1) | Spanje            | 1 – 1 | Nederland       | Camp Nou, Barcelona Toeschouwers: 15.000 Scheidsrechter: Marcel Van Langenhove (BEL) |
| 21 januari Vriendschappelijk № 315 «onderlinge duels» 20:30 uur (UTC+1) | Ramón Calderé 72' |       | 20' Ruud Gullit | Camp Nou, Barcelona Toeschouwers: 15.000 Scheidsrechter: Marcel Van Langenhove (BEL) |

|                                                                          |                                         |       |                                                                     |                                                                                            |
| 18 februari Vriendschappelijk № 316 «onderlinge duels» 20:30 uur (UTC+1) | Spanje                                  | 2 – 4 | Engeland                                                            | Estadio Santiago Bernabéu, Madrid Toeschouwers: 35.000 Scheidsrechter: Claudio Pieri (ITA) |
| 18 februari Vriendschappelijk № 316 «onderlinge duels» 20:30 uur (UTC+1) | Emilio Butragueño 14' Ramon Vázquez 76' |       | 24' Gary Lineker 28' Gary Lineker 47' Gary Lineker 56' Gary Lineker | Estadio Santiago Bernabéu, Madrid Toeschouwers: 35.000 Scheidsrechter: Claudio Pieri (ITA) |

|                                                                         |                                        |       |                                                 |                                                                              |
| 1 april EK 1988 kwalificatie № 317 «onderlinge duels» 19:30 uur (UTC+2) | Oostenrijk                             | 2 – 3 | Spanje                                          | Praterstadion, Wenen Toeschouwers: 31.342 Scheidsrechter: Bruno Galler (SUI) |
| 1 april EK 1988 kwalificatie № 317 «onderlinge duels» 19:30 uur (UTC+2) | Manfred Linzmaier 39' Toni Polster 64' |       | 31' Eloy Olaya 58' Eloy Olaya 90' Lobo Carrasco | Praterstadion, Wenen Toeschouwers: 31.342 Scheidsrechter: Bruno Galler (SUI) |

|                                                                          |                                                           |       |                   |                                                                                      |
| 29 april EK 1988 kwalificatie № 318 «onderlinge duels» 18:00 uur (UTC+3) | Roemenië                                                  | 3 – 1 | Spanje            | Stadionul Steaua, Boekarest Toeschouwers: 30.000 Scheidsrechter: Alexis Ponnet (BEL) |
| 29 april EK 1988 kwalificatie № 318 «onderlinge duels» 18:00 uur (UTC+3) | Victor Piţurcă 38' Dorin Mateuţ 43' Nicolae Ungureanu 45' |       | 81' Ramón Calderé | Stadionul Steaua, Boekarest Toeschouwers: 30.000 Scheidsrechter: Alexis Ponnet (BEL) |

|                                                                       |                                                     |       |           |                                                                                           |
| 23 september Vriendschappelijk № 319 «onderlinge duels» 20:30 (UTC+2) | Spanje                                              | 2 – 0 | Luxemburg | Nou Castalia, Castelló de la Plana Toeschouwers: 22.000 Scheidsrechter: João Guedes (POR) |
| 23 september Vriendschappelijk № 319 «onderlinge duels» 20:30 (UTC+2) | Francisco Carrasco 27' (pen.) Emilio Butragueño 65' |       |           | Nou Castalia, Castelló de la Plana Toeschouwers: 22.000 Scheidsrechter: João Guedes (POR) |

|                                                                            |                                        |       |            |                                                                                                |
| 14 oktober EK 1988 kwalificatie № 320 «onderlinge duels» 20:30 uur (UTC+1) | Spanje                                 | 2 – 0 | Oostenrijk | Estadio Ramón Sánchez Pizjuán, Sevilla Toeschouwers: 57.447 Scheidsrechter: Joël Quiniou (FRA) |
| 14 oktober EK 1988 kwalificatie № 320 «onderlinge duels» 20:30 uur (UTC+1) | Michel González 56' Manuel Sanchís 62' |       |            | Estadio Ramón Sánchez Pizjuán, Sevilla Toeschouwers: 57.447 Scheidsrechter: Joël Quiniou (FRA) |

|                                                                             | |       |         |                                                                                                  |
| 18 november EK 1988 kwalificatie № 321 «onderlinge duels» 20:00 uur (UTC+1) | Spanje | 5 – 0 | Albanië | Estadio Benito Villamarín, Sevilla Toeschouwers: 45.299 Scheidsrechter: Kurt Röthlisberger (SUI) |
| 18 november EK 1988 kwalificatie № 321 «onderlinge duels» 20:00 uur (UTC+1) | José Mari Bakero 5' José Mari Bakero 31' Michel González 36' (pen.) Paco Llorente 67' José Mari Bakero 74' |       |         | Estadio Benito Villamarín, Sevilla Toeschouwers: 45.299 Scheidsrechter: Kurt Röthlisberger (SUI) |

### 1988
|                                                                     |        |       |     |                                                                                          |
| 27 januari Vriendschappelijk № 322 «onderlinge duels» 20:30 (UTC+1) | Spanje | 0 – 0 | DDR | Estadio Luis Casanova, Valencia Toeschouwers: 25.000 Scheidsrechter: Michel Girard (FRA) |
| 27 januari Vriendschappelijk № 322 «onderlinge duels» 20:30 (UTC+1) |        |       |     | Estadio Luis Casanova, Valencia Toeschouwers: 25.000 Scheidsrechter: Michel Girard (FRA) |

|                                                                          |                   |       |                                   |                                                                                      |
| 24 februari Vriendschappelijk № 323 «onderlinge duels» 20:30 uur (UTC+1) | Spanje            | 1 – 2 | Tsjecho-Slowakije                 | Estadio La Rosaleda, Málaga Toeschouwers: 30.000 Scheidsrechter: Pietro D`Elia (ITA) |
| 24 februari Vriendschappelijk № 323 «onderlinge duels» 20:30 uur (UTC+1) | Julio Salinas 30' |       | 44' Ivo Knoflíček 76' Luboš Kubík | Estadio La Rosaleda, Málaga Toeschouwers: 30.000 Scheidsrechter: Pietro D`Elia (ITA) |

|                                                                   |                                    |       |                  |                                                                                |
| 23 maart Vriendschappelijk № 324 «onderlinge duels» 20:30 (UTC+1) | Frankrijk                          | 2 – 1 | Spanje           | Parc Lescure, Bordeaux Toeschouwers: 14.441 Scheidsrechter: Neil Midgley (ENG) |
| 23 maart Vriendschappelijk № 324 «onderlinge duels» 20:30 (UTC+1) | Gérald Passi 8' Luis Fernández 26' |       | 6' Ramón Calderé | Parc Lescure, Bordeaux Toeschouwers: 14.441 Scheidsrechter: Neil Midgley (ENG) |

|                                                                       |        |       |           |                                                                            |
| 27 april Vriendschappelijk № 325 «onderlinge duels» 20:30 uur (UTC+2) | Spanje | 0 – 0 | Schotland | Bernabéu, Madrid Toeschouwers: 15.000 Scheidsrechter: Carlos Valente (POR) |
| 27 april Vriendschappelijk № 325 «onderlinge duels» 20:30 uur (UTC+2) |        |       |           | Bernabéu, Madrid Toeschouwers: 15.000 Scheidsrechter: Carlos Valente (POR) |

|                                                                     |                       |       |                                                       |                                                                                         |
| 1 juni Vriendschappelijk № 326 «onderlinge duels» 21:30 uur (UTC+2) | Spanje                | 1 – 3 | Zweden                                                | Estadio El Helmántico, Salamanca Toeschouwers: 25.000 Scheidsrechter: Joe Worrall (ENG) |
| 1 juni Vriendschappelijk № 326 «onderlinge duels» 21:30 uur (UTC+2) | Emilio Butragueño 14' |       | 22' Joakim Nilsson 43' Glenn Hysén 48' Mats Magnusson | Estadio El Helmántico, Salamanca Toeschouwers: 25.000 Scheidsrechter: Joe Worrall (ENG) |

|                                                                     |                 |       |                    |                                                                                |
| 5 juni Vriendschappelijk № 327 «onderlinge duels» 17:00 uur (UTC+2) | Zwitserland     | 1 – 1 | Spanje             | St. Jakob-Park, Bazel Toeschouwers: 14.000 Scheidsrechter: Michel Girard (FRA) |
| 5 juni Vriendschappelijk № 327 «onderlinge duels» 17:00 uur (UTC+2) | Beat Sutter 63' |       | 44' Genar Andrinúa | St. Jakob-Park, Bazel Toeschouwers: 14.000 Scheidsrechter: Michel Girard (FRA) |

| Europees kampioenschap voetbal 1988 |
| ----------------------------------- |

|                                                                    |                                          |       |                                                     |                                                                                      |
| 11 juni EK 1988 Groep A № 328 «onderlinge duels» 15:30 uur (UTC+2) | Denemarken                               | 2 – 3 | Spanje                                              | Niedersachsenstadion, Hannover Toeschouwers: 60.449 Scheidsrechter: Bep Thomas (NED) |
| 11 juni EK 1988 Groep A № 328 «onderlinge duels» 15:30 uur (UTC+2) | Michael Laudrup 25' Flemming Povlsen 84' |       | 6' Michel 53' Emilio Butragueño 68' Rafael Gordillo | Niedersachsenstadion, Hannover Toeschouwers: 60.449 Scheidsrechter: Bep Thomas (NED) |

|                                                                    |                     |       |        |                                                                                            |
| 14 juni EK 1988 Groep A № 329 «onderlinge duels» 20:15 uur (UTC+2) | Italië              | 1 – 0 | Spanje | Waldstadion, Frankfurt am Main Toeschouwers: 47.506 Scheidsrechter: Erik Fredriksson (SWE) |
| 14 juni EK 1988 Groep A № 329 «onderlinge duels» 20:15 uur (UTC+2) | Gianluca Vialli 73' |       |        | Waldstadion, Frankfurt am Main Toeschouwers: 47.506 Scheidsrechter: Erik Fredriksson (SWE) |

|                                                                    |                                 |       |        |                                                                                   |
| 17 juni EK 1988 Groep A № 330 «onderlinge duels» 20:15 uur (UTC+2) | West-Duitsland                  | 2 – 0 | Spanje | Olympiastadion, München Toeschouwers: 63.802 Scheidsrechter: Michel Vautrot (FRA) |
| 17 juni EK 1988 Groep A № 330 «onderlinge duels» 20:15 uur (UTC+2) | Rudi Völler 30' Rudi Völler 51' |       |        | Olympiastadion, München Toeschouwers: 63.802 Scheidsrechter: Michel Vautrot (FRA) |

|  |  |  |  |  |  |  |  |  |

|                                                                           |                     |       |                                              |                                                                                         |
| 14 september Vriendschappelijk № 331 «onderlinge duels» 20:30 uur (UTC+2) | Spanje              | 1 – 2 | Joegoslavië                                  | Estadio Carlos Tartiere, Oviedo Toeschouwers: 22.000 Scheidsrechter: Alder Santos (POR) |
| 14 september Vriendschappelijk № 331 «onderlinge duels» 20:30 uur (UTC+2) | Michel González 25' |       | 46' Mehmed Baždarević 84' Borislav Cvetković | Estadio Carlos Tartiere, Oviedo Toeschouwers: 22.000 Scheidsrechter: Alder Santos (POR) |

| |                      |       |                      |                                                                                                |
| 12 oktober Vriendschappelijk Copa de la Hispanidad 1988 № 332 «onderlinge duels» 20:30 uur (UTC+1) | Spanje               | 1 – 1 | Argentinië           | Estadio Ramón Sánchez Pizjuán, Sevilla Toeschouwers: 60.250 Scheidsrechter: Carlo Longhi (ITA) |
| 12 oktober Vriendschappelijk Copa de la Hispanidad 1988 № 332 «onderlinge duels» 20:30 uur (UTC+1) | Emilio Butragueño 7' |       | 43' Claudio Caniggia | Estadio Ramón Sánchez Pizjuán, Sevilla Toeschouwers: 60.250 Scheidsrechter: Carlo Longhi (ITA) |

|                                                                             |                                  |       |         |                                                                                               |
| 16 november WK 1990 kwalificatie № 333 «onderlinge duels» 20:30 uur (UTC+1) | Spanje                           | 2 – 0 | Ierland | Estadio Benito Villamarín, Sevilla Toeschouwers: 50.000 Scheidsrechter: Yuriy Savchenko (URS) |
| 16 november WK 1990 kwalificatie № 333 «onderlinge duels» 20:30 uur (UTC+1) | Manolo 52' Emilio Butragueño 66' |       |         | Estadio Benito Villamarín, Sevilla Toeschouwers: 50.000 Scheidsrechter: Yuriy Savchenko (URS) |

|                                                                             |                                                                                                  |       |               | |
| 21 december WK 1990 kwalificatie № 334 «onderlinge duels» 20:30 uur (UTC+1) | Spanje                                                                                           | 4 – 0 | Noord-Ierland | Estadio Ramón Sánchez Pizjuán, Sevilla Toeschouwers: 70.000 Scheidsrechter: Marcel Van Langenhove (BEL) |
| 21 december WK 1990 kwalificatie № 334 «onderlinge duels» 20:30 uur (UTC+1) | Anton Rogan 30' (e.d.) Emilio Butragueño 55' Michel González 62' (pen.) Alan McDonald 64' (e.d.) |       |               | Estadio Ramón Sánchez Pizjuán, Sevilla Toeschouwers: 70.000 Scheidsrechter: Marcel Van Langenhove (BEL) |

### 1989
|                                                                        |       |                                          |        |                                                                                 |
| 22 januari WK 1990 kwalificatie № 335 «onderlinge duels» 15:00 (UTC+1) | Malta | 0 – 2                                    | Spanje | Ta' Qalistadion, Ta' Qali Toeschouwers: 15.797 Scheidsrechter: David Syme (SCO) |
| 22 januari WK 1990 kwalificatie № 335 «onderlinge duels» 15:00 (UTC+1) |       | 15' (pen.) Míchel 49' Aitor Beguiristain |        | Ta' Qalistadion, Ta' Qali Toeschouwers: 15.797 Scheidsrechter: David Syme (SCO) |

|                                                                          |               |                              |        |                                                                               |
| 8 februari WK 1990 kwalificatie № 336 «onderlinge duels» 20:00 uur (UTC) | Noord-Ierland | 0 – 2                        | Spanje | Windsor Park, Belfast Toeschouwers: 15.000 Scheidsrechter: Dieter Pauly (FRG) |
| 8 februari WK 1990 kwalificatie № 336 «onderlinge duels» 20:00 uur (UTC) |               | 3' Genar Andrinúa 84' Manolo |        | Windsor Park, Belfast Toeschouwers: 15.000 Scheidsrechter: Dieter Pauly (FRG) |

|                                                                      |                                                                  |       |       |                                                                                                 |
| 23 maart WK 1990 kwalificatie № 337 «onderlinge duels» 12:00 (UTC+1) | Spanje                                                           | 4 – 0 | Malta | Estadio Ramón Sánchez Pizjuán, Sevilla Toeschouwers: 41.500 Scheidsrechter: George Sandoz (SUI) |
| 23 maart WK 1990 kwalificatie № 337 «onderlinge duels» 12:00 (UTC+1) | Míchel 38' Míchel 68' (pen.) Manuel Manolo 71' Manuel Manolo 80' |       |       | Estadio Ramón Sánchez Pizjuán, Sevilla Toeschouwers: 41.500 Scheidsrechter: George Sandoz (SUI) |

|                                                                          |                            |       |        |                                                                                   |
| 26 april WK 1990 kwalificatie № 338 «onderlinge duels» 17:00 uur (UTC+1) | Ierland                    | 1 – 0 | Spanje | Lansdowne Road, Dublin Toeschouwers: 49.160 Scheidsrechter: Horst Brummeier (AUT) |
| 26 april WK 1990 kwalificatie № 338 «onderlinge duels» 17:00 uur (UTC+1) | Michel González 16' (e.d.) |       |        | Lansdowne Road, Dublin Toeschouwers: 49.160 Scheidsrechter: Horst Brummeier (AUT) |

|                                                                       |            |       |       |                                                                                              |
| 20 september Vriendschappelijk № 339 «onderlinge duels» 20:30 (UTC+1) | Spanje     | 1 – 0 | Polen | Estadio Riazor, A Coruña Toeschouwers: 20.000 Scheidsrechter: José Francisco Conceição (POR) |
| 20 september Vriendschappelijk № 339 «onderlinge duels» 20:30 (UTC+1) | Míchel 20' |       |       | Estadio Riazor, A Coruña Toeschouwers: 20.000 Scheidsrechter: José Francisco Conceição (POR) |

|                                                                            |                                     |       |                                      |                                                                                  |
| 11 oktober WK 1990 kwalificatie № 340 «onderlinge duels» 18:00 uur (UTC+2) | Hongarije                           | 2 – 2 | Spanje                               | Népstadion, Boedapest Toeschouwers: 30.000 Scheidsrechter: George Courtney (ENG) |
| 11 oktober WK 1990 kwalificatie № 340 «onderlinge duels» 18:00 uur (UTC+2) | Attila Pintér 39' Attila Pintér 83' |       | 3' Julio Salinas 36' Michel González | Népstadion, Boedapest Toeschouwers: 30.000 Scheidsrechter: George Courtney (ENG) |

|                                                                             |                                                                          |       |           |                                                                                                 |
| 15 november WK 1990 kwalificatie № 341 «onderlinge duels» 15:00 uur (UTC+1) | Spanje                                                                   | 4 – 0 | Hongarije | Estadio Ramón Sánchez Pizjuán, Sevilla Toeschouwers: 20.000 Scheidsrechter: Gérard Biguet (FRA) |
| 15 november WK 1990 kwalificatie № 341 «onderlinge duels» 15:00 uur (UTC+1) | Manolo 8' Emilio Butragueño 25' Juanito Rodríguez 40' Fernando Gómez 64' |       |           | Estadio Ramón Sánchez Pizjuán, Sevilla Toeschouwers: 20.000 Scheidsrechter: Gérard Biguet (FRA) |

|                                                                        |                              |       |                 | |
| 13 december Vriendschappelijk № 342 «onderlinge duels» 19:00 uur (UTC) | Spanje                       | 2 – 1 | Zwitserland     | Estadio Heliodoro Rodríguez López, Santa Cruz de Tenerife Toeschouwers: 22.000 Scheidsrechter: Rosario Lo Bello (ITA) |
| 13 december Vriendschappelijk № 342 «onderlinge duels» 19:00 uur (UTC) | Míchel 42' (pen.) Felipe 61' |       | 47' Adrian Knup | Estadio Heliodoro Rodríguez López, Santa Cruz de Tenerife Toeschouwers: 22.000 Scheidsrechter: Rosario Lo Bello (ITA) |

CONMEBOL: Bolivia · Chili  · Colombia · Ecuador · Uruguay

UEFA: Albanië · België · Bulgarije · Cyprus · Denemarken · West-Duitsland · Duitse Democratische Republiek · Engeland · Faeröer · Finland · Frankrijk · Griekenland · Hongarije · IJsland · Ierland · Israël · Italië · Joegoslavië ·  Liechtenstein · Luxemburg · Malta · Nederland · Noord-Ierland · Noorwegen · Oostenrijk · Polen · Portugal · Roemenië · San Marino · Schotland ·  Sovjet-Unie ·  Spanje · Tsjecho-Slowakije · Turkije · Wales ·  Zweden · Zwitserland

CAF: Madagaskar

RFEF · A-internationals · Selecties · Bondscoaches · Spaans vrouwenelftal · Olympisch elftal · Spanje U21 · Spanje U20 · Spanje U19 · Spanje U18 · Spanje U17 · Spanje U16 · Vrouwen U17
1920 – 1929 ·
1930 – 1939 ·
1940 – 1949 ·
1950 – 1959 ·
1960 – 1969 ·
1970 – 1979 ·
1980 – 1989 ·
1990 – 1999 ·
2000 – 2009 ·
2010 – 2019 ·
2020 − 2029
EK's: 1964 · 
1980 · 
1984 · 
1988 · 
1996 · 
2000 · 
2004 · 
2008 · 
2012 · 
2016 · 
2020 · 
2024
WK's: 1934 · 
1950 · 
1962 · 
1966 · 
1978 · 
1982 · 
1986 · 
1990 · 
1994 · 
1998 · 
2002 · 
2006 · 
2010 · 
2014 · 
2018 · 
2022
OS: 1920 ·
1924 · 
1928 · 
1968 · 
1976 · 
1980 · 
1992 · 
1996 · 
2000 · 
2012 ·
2020
1920 · 
1921 · 
1922 · 
1923 · 
1924 · 
1925 · 
1926 · 
1927 · 
1928 · 
1929 · 
1930 · 
1931 · 
1932 · 
1933 · 
1934 · 
1935 · 
1936 · 
1937 · 1939 · 1940 · 
1941 · 
1942 · 
1943 · 1944 · 
1945 · 
1946 · 
1947 · 
1948 · 
1949 · 
1950 · 
1952 · 
1952 · 
1953 · 
1954 · 
1955 · 
1956 · 
1957 · 
1958 · 
1959 · 
1960 · 
1961 · 
1962 · 
1963 · 
1964 · 
1965 · 
1966 · 
1967 · 
1968 · 
1969 · 
1970 · 
1971 · 
1972 · 
1973 · 
1974 · 
1975 · 
1976 · 
1977 · 
1978 · 
1979 · 
1980 · 
1981 · 
1982 · 
1983 · 
1984 · 
1985 · 
1986 · 
1987 · 
1988 · 
1989 · 
1990 · 
1991 · 
1992 · 
1993 · 
1994 · 
1995 · 
1996 · 
1997 · 
1998 · 
1999 · 
2000 · 
2001 · 
2002 · 
2003 · 
2004 · 
2005 · 
2006 · 
2007 · 
2008 · 
2009 · 
2010 · 
2011 · 
2012 · 
2013 ·
2014 ·
2015 ·
2016 ·
2017 ·
2018 ·
2019 ·
2020 ·
2021 ·
2022
Albanië ·
Algerije ·
Andorra ·
Argentinië ·
Armenië ·
Australië ·
Azerbeidzjan ·
België ·
Bolivia ·
Bosnië en Herzegovina ·
Brazilië ·
Bulgarije ·
Canada ·
Chili ·
China ·
Colombia ·
Costa Rica ·
Cyprus ·
DDR ·
Denemarken ·
Duitsland ·
Ecuador ·
Egypte ·
El Salvador ·
Engeland ·
Estland ·
Equatoriaal-Guinea · 
Faeröer ·
Finland ·
Frankrijk ·
GOS ·
Georgië ·
Griekenland ·
Haïti ·
Honduras ·
Hongarije ·
Ierland ·
IJsland ·
Irak ·
Iran ·
Israël ·
Italië ·
Ivoorkust ·
Japan ·
Joegoslavië ·
Jordanië ·
Kosovo ·
Kroatië ·
Letland ·
Liechtenstein ·
Litouwen ·
Luxemburg ·
Malta ·
Marokko ·
Mexico ·
Nederland ·
Nieuw-Zeeland ·
Nigeria ·
Noord-Ierland ·
Noord-Macedonië ·
Noorwegen ·
Oekraïne ·
Oostenrijk ·
Panama ·
Paraguay ·
Peru ·
Polen ·
Portugal ·
Puerto Rico ·
Roemenië ·
Rusland ·
San Marino ·
Saoedi-Arabië ·
Schotland ·
Servië ·
Servië en Montenegro ·
Slovenië ·
Slowakije ·
Sovjet-Unie ·
Tahiti ·
Tsjechië ·
Tsjecho-Slowakije ·
Tunesië ·
Turkije ·
Uruguay ·
Venezuela ·
Verenigde Staten ·
Wales ·
Wit-Rusland ·
Zuid-Afrika ·
Zuid-Korea ·
Zweden ·
Zwitserland
Australië (2014) ·
Brazilië (2013) ·
Chili (2010) ·
Chili (2014) ·
Costa Rica (2022) ·
Duitsland (2008) ·
Duitsland (2022) ·
Engeland (1982) ·
Engeland (2024) ·
Frankrijk (1984) ·
Frankrijk (2006) ·
Frankrijk (2012) ·
Frankrijk (2021) ·
Griekenland (2008) ·
Honduras (2010) ·
Ierland (2012) ·
Iran (2018) ·
Italië (2008) ·
Italië (2012, 1) ·
Italië (2012, 2) ·
Italië (2016) ·
Italië (2021) ·
Japan (2022) ·
Kroatië (2012) ·
Kroatië (2021) ·
Marokko (2018) ·
Marokko (2022) ·
Nederland (2010) ·
Nederland (2014) ·
Oekraïne (2006) ·
Paraguay (2002) ·
Polen (2021) ·
Portugal (2012) ·
Portugal (2018) ·
Rusland (2008, 1) ·
Rusland (2008, 2) ·
Rusland (2018) ·
Saoedi-Arabië (2006) ·
Slovenië (2002) ·
Slowakije (2021) ·
Sovjet-Unie (1964) ·
Tsjechië (2016) ·
Tunesië (2006) ·
Turkije (2016) ·
West-Duitsland (1982) ·
Zuid-Afrika (2002) ·
Zweden (2008) ·
Zweden (2021) ·
Zwitserland (2010) ·
Zwitserland (2021)